# حاجیلر قلعه
حاجیلر قلعه مربوط به دوران‌های تاریخی پس از اسلام است و در شهرستان گنبد کاووس، بخش مرکزی، روستای حاجیلرقلعه واقع شده و این اثر در تاریخ ۱۰ خرداد ۱۳۸۲ با شمارهٔ ثبت ۸۸۵۷ به‌عنوان یکی از آثار ملی ایران به ثبت رسیده است.